# Parrocchie dell'arcidiocesi di Foggia-Bovino
Il territorio è suddiviso in 55 parrocchie, raggruppate in 6 vicariati;
sono distribuite in comuni e frazioni appartenenti alla sola provincia di Foggia.

## Vicariato Foggia Centro
- Cattedrale
- Sant'Anna
- Santo Stefano
- San Giovanni Battista
- San Michele Arcangelo
- San Luigi Gonzaga
- San Tommaso Apostolo
- Gesù e Maria
- San Francesco Saverio

## Vicariato Foggia Nord
- Santi Guglielmo e Pellegrino
- San Ciro
- Santissimo Salvatore
- B.M.V. Madre della Chiesa
- Sant'Alfonso Maria de' Liguori
- Spirito Santo
- B.M.V. Immacolata
- Santa Maria della Croce
- San Giuseppe Artigiano
- Sacro Cuore
- San Filippo Neri.

## Vicariato Foggia Sud
- San Paolo Apostolo
- Sant'Antonio di Padova
- Sacra Famiglia
- Annunciazione del Signore
- B.M.V. Regina della Pace
- San Pio X
- B.M.V. Madonna del Rosario
- Santa Maria del Carmine
- San Pietro Apostolo

## Vicariato Zone Rurali
- Santa Teresa di Gesù Bambino
- Sant'Isidoro
- San Giuseppe
- B.M.V. Immacolata di Fatima (Borgo Segezia)
- B.M.V. Madre di Dio Incoronata

## Vicariato San Marco in Lamis
- Santissima Annunziata
- San Bernardino
- Sant'Antonio Abate
- San Giuseppe
- Maria Santissima Addolorata
- Santa Maria delle Grazie
- B.M.V. Immacolata di Lourdes

## Vicariato Bovino
- B.M.V. Assunta in Cielo
- San Pietro
- Santa Maria di Valleverde e San Lorenzo
- Sant'Antonio (Bovino)
- Santissimo Salvatore
- San Rocco (Deliceto)
- Maria SS. Assunta (Panni)
- Santi Salvatore (Castelluccio dei Sauri)
- Santi Pietro e Paolo (Accadia)
- San Giovanni Battista (Monteleone di Puglia)
- San Michele Arcangelo
- San Nicola
- Sant'Andrea (Sant'Agata di Puglia)